# Duut (Hovd)
Duut (em mongol:  Дуут) é um distrito (sum) da Mongólia localizado na província de Khovd.